# Саиди Ндуре, Джейсума
Джейсума Саиди Ндуре (англ. Jaysuma Saidy Ndure; род. 1 июля 1984, Бакау, Большой Банджул или Гамбия) — гамбийский и норвежский легкоатлет, специализируется в беге на короткие дистанции. Бронзовый призёр чемпионата Европы 2012 года в беге на 100 метров с результатом 10,17. До 2006 года выступал за Гамбию.
В настоящее время владеет рекордами Норвегии на дистанциях 100 и 200 метров.
На чемпионате мира 2011 года стал четвёртым на дистанции 200 метров. На чемпионате мира 2013 года в Москве занял 8-е место в беге на 200 метров.